# كنوسوس

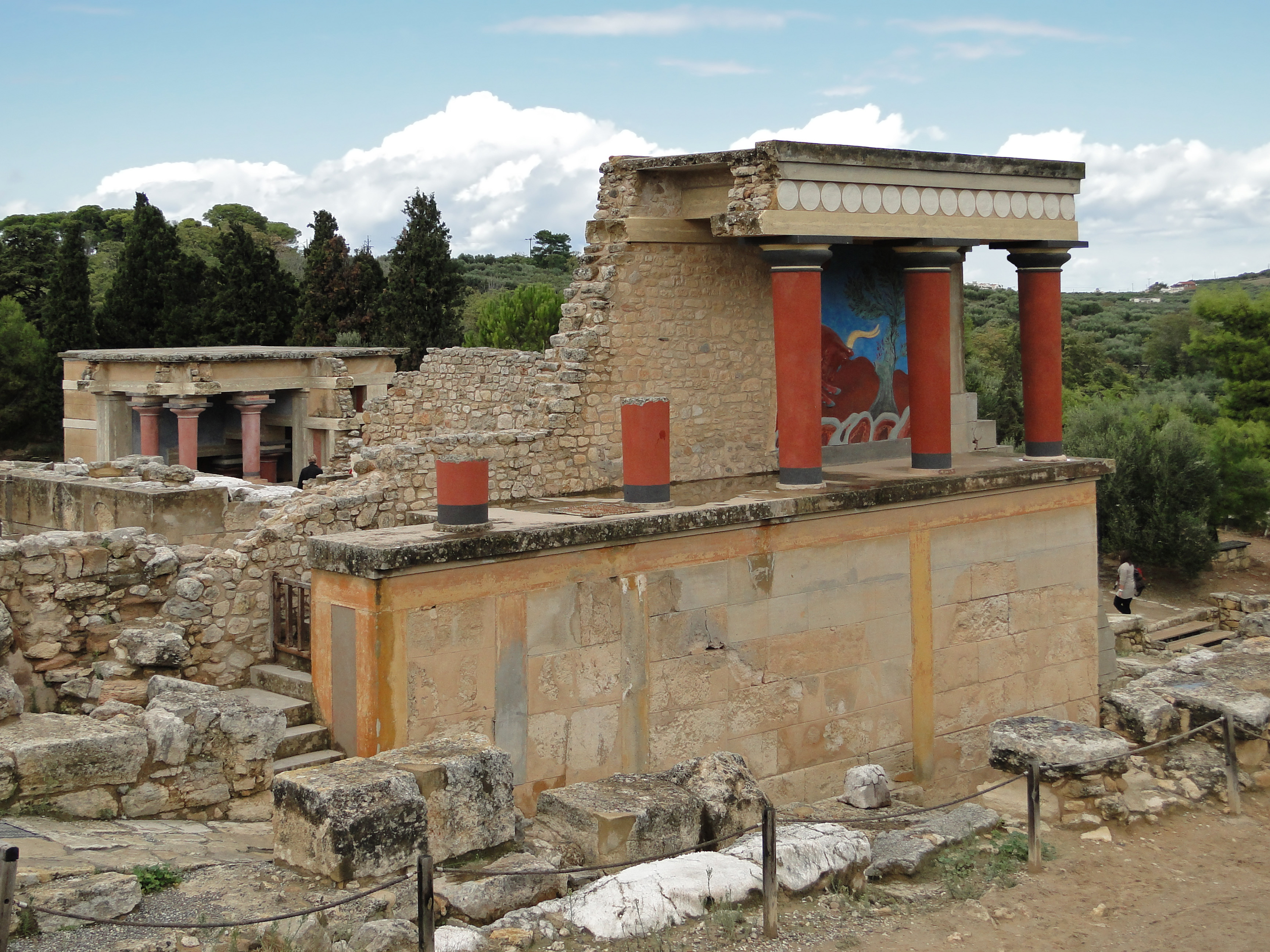
قصر مينوس، كنوسوس

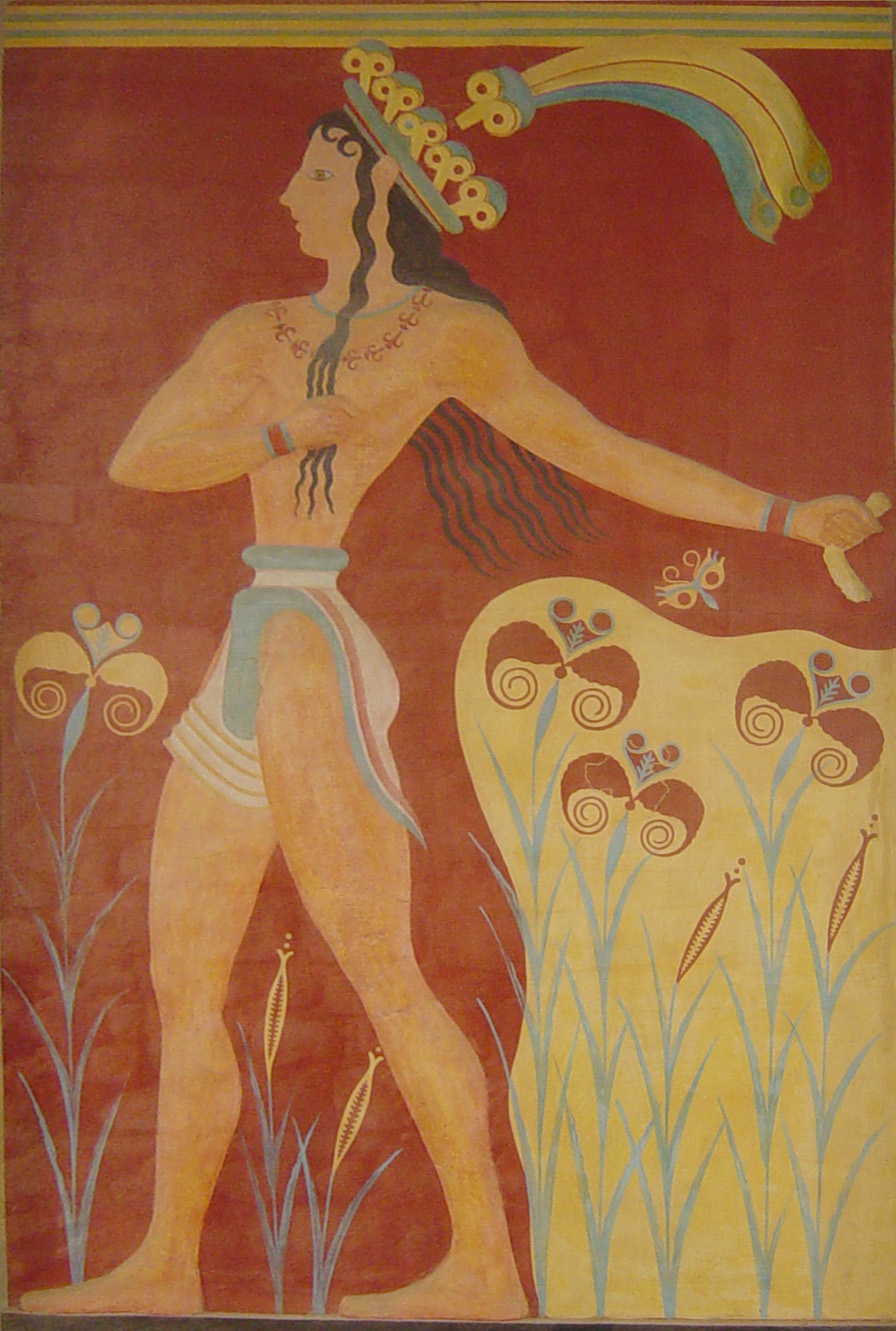
رسم جداري يمثل أحد الامراء

كنوسوس (باليونانية: Κνωσός) هي مدينة ملكية قديمة تقع في شمال إقريطش (كريت) بالقرب من كاندية (إراكلو)، ازدهرت فيها الثقافة في العصر البرونزي بين عامي 2000 و 1400 قبل الميلاد. وهي موقع متاهة دايدالوس الأسطورية وقصر الملك مينوس. كانت عاصمة الملك مينوس ومركز الحضارة المينوسية. في الألفية السابعة قبل الميلاد استقر فيها مهاجرون من الأناضول مما أدى لازدهارها في ذلك الوقت.
بني فيها قصران رئيسيان في الفترة المينوسية الوسطى وفي حوالي العام 1720 قبل الميلاد بعد حدوث زلزال في المدينة. في عام 1580 قبل الميلاد تقريباً بدأت الحضارة المينوسية بالامتداد لكامل اليونان حيث أثرت تأثيرًا كبيرًا على حضارة ميكناي. في عام 1400 قبل الميلاد دمر قصرها بواسطة النار، ففقدت المدينة بعضاً من أهميتها السياسية، فتحول المركز السياسي الأيجي إلى مدينة ميكناي.

## قصر مينوس
قصر مينوس هو من أشهر مباني جزيرة كريت وقد اهمل وتداعى سنة(1400ق.م) وهو مجموعة مباني مركبة مع بعضها حول حوش كبير وهو من طابقين.
الأرضي : للحدمات إلى جانب وجود صالة العرش وكذلك نجد مدفن اتريوس تم بناؤه سنة (1325ق.م) ويعرف أيضا بقبر أغا ممنون ويشكل هذا المدفن من ثلاثة أجزاء القسم الدائري قطره يعادل تقريبا (14.5م) وارتفاع قبته المدبدبة يصل ال (13.2 م) و هناك زينة وجليات معدنبة مزهرة نباتية وقد طمرت القبة بالتراب فلا تعرف من الخارج بانها مبنية أي انها شكل تلة ترابية.
أما القسم الثاني فهو منحوت بالصخر بشكل مستطيل 7م جداء 5.5م وهو قسم المدفن وقد كسيت هذة الغرفة من الداخل بالرخام.
أما القسم الثالث فهو الممر للمدخل ويسمى شويعرة حيطانه على الجانبين مائلين في البداية من الأسفل إلى النهاية في الأعلى وهناك في نهاية هذا الممر يوجد مدخل القاعة الدائرية وهو مدخل واسع بجنبانه من الأسفل وضيق من الأعلى وتعلوه عتب يزن اطنانا وأعلى العشب مثلث لنفل الاثقال إلى الجانبين وهذا المثلث عليه نحت اللبوتين يفصل بينهما شكل عمود وتسمى البوابة الخصة بالمدخل بوابة الأسود وهذا المدفن يسمى أيضا كنز اتريوس.